# Hartmut Hegeler

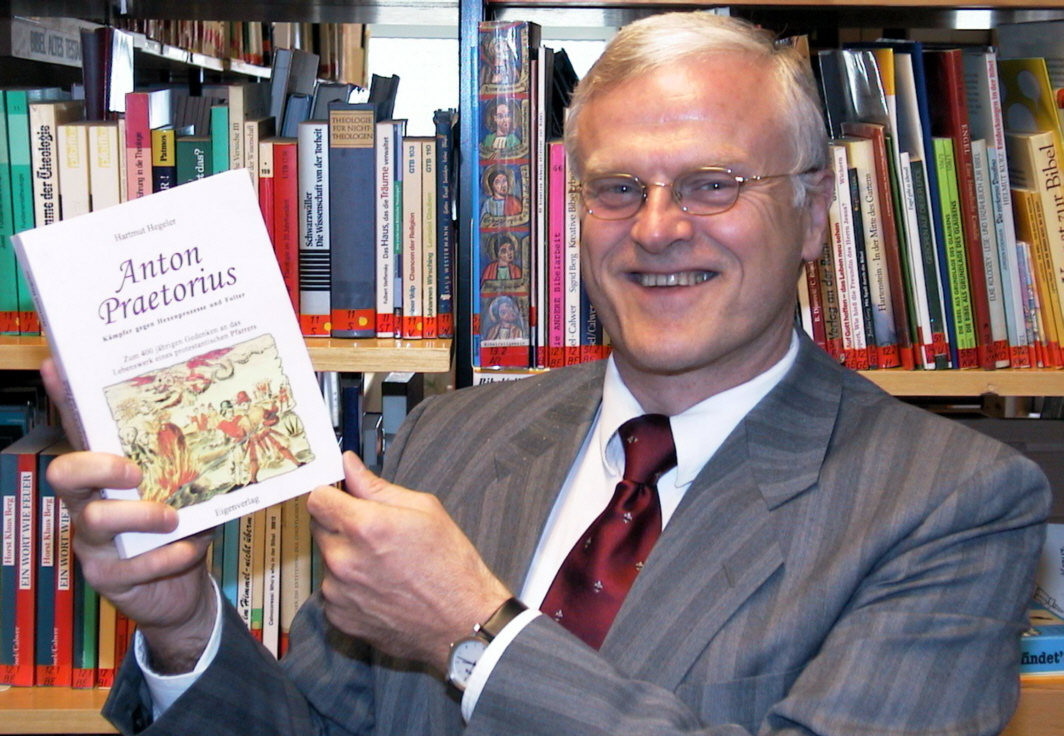
Hartmut Hegeler

Hartmut Hegeler (11 de junio de 1946 en Bremen, Alemania) es un pastor alemán, teólogo reformado y autor.
Hegeler está comprometido con el reconocimiento de las víctimas de la caza de brujas en Europa, que alcanzó su punto álgido a principios del siglo XVII, y en torno a este tema posee una página web sobre la figura de Anton Praetorius.
Como escritor de numerosas obras, Hartmut Hegeler imparte conferencias sobre la persecución de brujas. Asimismo lucha por la exoneración de las víctimas de los juicios de brujería para que se les devuelva su dignidad como seres humanos y como cristianos. Según Hegeler, ciertos lugares de conmemoración deben servir como testimonio de sus destinos. Sus actividades han sido objeto de numerosas apariciones en los medios de comunicación.